# North Raven River
North Raven River är ett vattendrag i Kanada.   Det ligger i provinsen Alberta, i den centrala delen av landet, 2 900 km väster om huvudstaden Ottawa.
Omgivningarna runt North Raven River är en mosaik av jordbruksmark och naturlig växtlighet. Runt North Raven River är det mycket glesbefolkat, med 5 invånare per kvadratkilometer.